# Damir Kurtović
Damir Kurtović (ur. 20 listopada 1977 w Splicie) – chorwacki piłkarz występujący na pozycji obrońcy.

## Kariera klubowa
Grę w piłkę nożną rozpoczął w akademii Hajduka Split. Następnie był graczem półzawodowych zespołów NK Junak, NK Jadran Poreč oraz NK Olimpija Osijek. W połowie 1999 roku przeniósł się on do bośniackiego klubu NK Posušje, gdzie spędził dwa sezony. W połowie 2001 roku został zawodnikiem NK Hrvatski Dragovoljac. 12 sierpnia 2001 zadebiutował w 1. HNL w zremisowanym 0:0 meczu przeciwko NK Marsonia. Po sezonie 2001/02, w którym rozegrał on 24 spotkania, jego klub spadł do 2. HNL, a on sam opuścił zespół. W sezonie 2002/03 występował w NK Široki Brijeg (Premijer Liga BiH) oraz w NK Uljanik (2. HNL).
Latem 2003 roku, po zaliczeniu testów, związał się trzyletnią umową z GKS Katowice, prowadzonym przez Edwarda Lorensa. 31 sierpnia 2003 rozegrał pierwszy mecz w I lidze w wygranym 2:0 spotkaniu z Odrą Wodzisław Śląski. Z powodu zaległości finansowych wobec piłkarzy w listopadzie 2003 roku postanowił rozwiązać swój kontrakt. Ogółem zaliczył on w barwach GKS 7 ligowych spotkań oraz 2 mecze w ramach Pucharu Polski. Jesienią 2003 roku odbył testy w Zagłębiu Lubin oraz Pogoni Szczecin, jednak w żadnym z tych klubów nie znalazł zatrudnienia. W latach 2004–2005 występował w rodzimych drużynach NK Solin (2. HNL) i NK Jadran Kaštel Sućurac (3. HNL). W 2005 roku zakończył karierę zawodniczą.

## Kariera reprezentacyjna
W 1993 roku rozegrał 4 mecze w reprezentacji Chorwacji U-17.